# Live in a Dive (Lagwagon)
Live in a Dive is het eerste en enige livealbum van de Amerikaanse punkband Lagwagon. Het werd op 8 februari 2005 uitgegeven door Fat Wreck Chords en is het zevende en, tot de uitgave van Ribbed: Live in a Dive ruim dertien jaar later, tevens laatste album van de Live in a Dive-serie van Fat Wreck Chords. Het album bevat drie niet eerder uitgegeven nummers, namelijk "Mister Bap", "The Chemist" en "Coconut".

## Nummers
1. "Alien 8" - 3:08
2. "Violins" - 2:43
3. "Messengers" - 2:29
4. "Never Stops" - 3:41
5. "Sick" - 2:53
6. "Island Of Shame" - 2:30
7. "Give It Back" - 2:43
8. "Making Friends" - 2:54
9. "After You My Friend" - 2:26
10. "Razor Burn" - 2:45
11. "Falling Apart" - 3:04
12. "Sleep" - 3:07
13. "Mister Bap" - 0:40 (niet eerder uitgegeven)
14. "Beer Goggles" - 3:36
15. "The Chemist" - 3:02 (niet eerder uitgegeven)
16. "Coconut" - 1:57 (niet eerder uitgegeven)
17. "May 16th" - 3:03
18. "Bombs Away" - 3:43
19. "Back One Out" - 3:03
20. "Burn" - 3:33
21. "Coffee And Cigarettes" - 2:57
22. "Stokin' The Neighbors" - 3:16